# Kämpfendes Afrika
Kämpfendes Afrika war eine Schweizer Nichtregierungsorganisation, die afrikanische Befreiungsbewegungen unterstützte.
Die Organisation wurde 1971 als Medic’ Angola/kämpfendes afrika in Zürich gegründet mit dem Ziel der „medizinischen Unterstützung des angolanischen Volkes“. Ab November 1971 gab sie die Zeitschrift kämpfendes Afrika heraus. Einige Gründungsmitglieder spalteten sich ab und bildeten 1973 ein eigenes Komitee Südliches Afrika.
Seit 1976 nannte sich die Organisation kämpfendes Afrika. Die Organisation leistete politische Informationsarbeit hauptsächlich in der Deutschschweiz, und sie unterstützte Befreiungsbewegungen besonders im südlichen Afrika wie den Movimento Popular de Libertação de Angola materiell und finanziell. 1988 löste sie sich auf.
Ihr Archiv befindet sich in den Basler Afrika Bibliographien.